# Église Saint-Jacques de l'Houmeau
Pour les articles homonymes, voir église Saint-Jacques.
L’église Saint-Jacques est l'église paroissiale du faubourg de l'Houmeau, à Angoulême, dans le département français de la Charente et le diocèse d’Angoulême.
Elle fait l’objet d’une inscription au titre des monuments historiques depuis 2001.

## Histoire
L'église est dédiée à Jacques le Majeur, un des 12 apôtres de Jésus, au nom duquel s'est effectuée la Reconquista en Espagne puis le pèlerinage à Saint-Jacques-de-Compostelle.
Au Moyen Âge, principalement aux XIIe et XIIIe siècles, le faubourg de l'Houmeau à Angoulême était le point de passage d'une variante du chemin de Compostelle, qui arrivait de Montignac,.
L'église a été reconstruite en 1840 par l'architecte Paul Abadie père, à la place de l'ancienne église qui était dirigée vers l'est et menaçait ruine.
L'architecte reprend les plans de l'ancien bâtiment, en conservant la nef unique, la croix latine et l'abside semi-circulaire. L'architecture est marquée par des contreforts et des soubassements. La décoration intérieure était entièrement peinte, mais ces peintures ont disparu pendant les bombardements de 1944. La reconstruction, à nouveau d'une partie de l'église commencera en 1960, elle se terminera trois ans plus tard. En effet l'église a été endommagée par les bombardements des Alliés, en 1944. Aujourd'hui, l'édifice occupe la place centrale de la place.
En août 2020, l'évêque d'Angoulême décide de confier l'église à la communauté de l'Oratoire de Saint Philippe Néri en projet de fondation. Cette communauté devrait s'y installer définitivement en juin 2026.

## Architecture
L'architecture de l'édifice est de style néo-classique comme l'ensemble des édifices construits par Paul Abadie, qui impose le style néo-classique. Aussi, l'entrée de l'église, soutenue par d'imposants piliers, fait référence aux anciens temples grecs.

## L'orgue

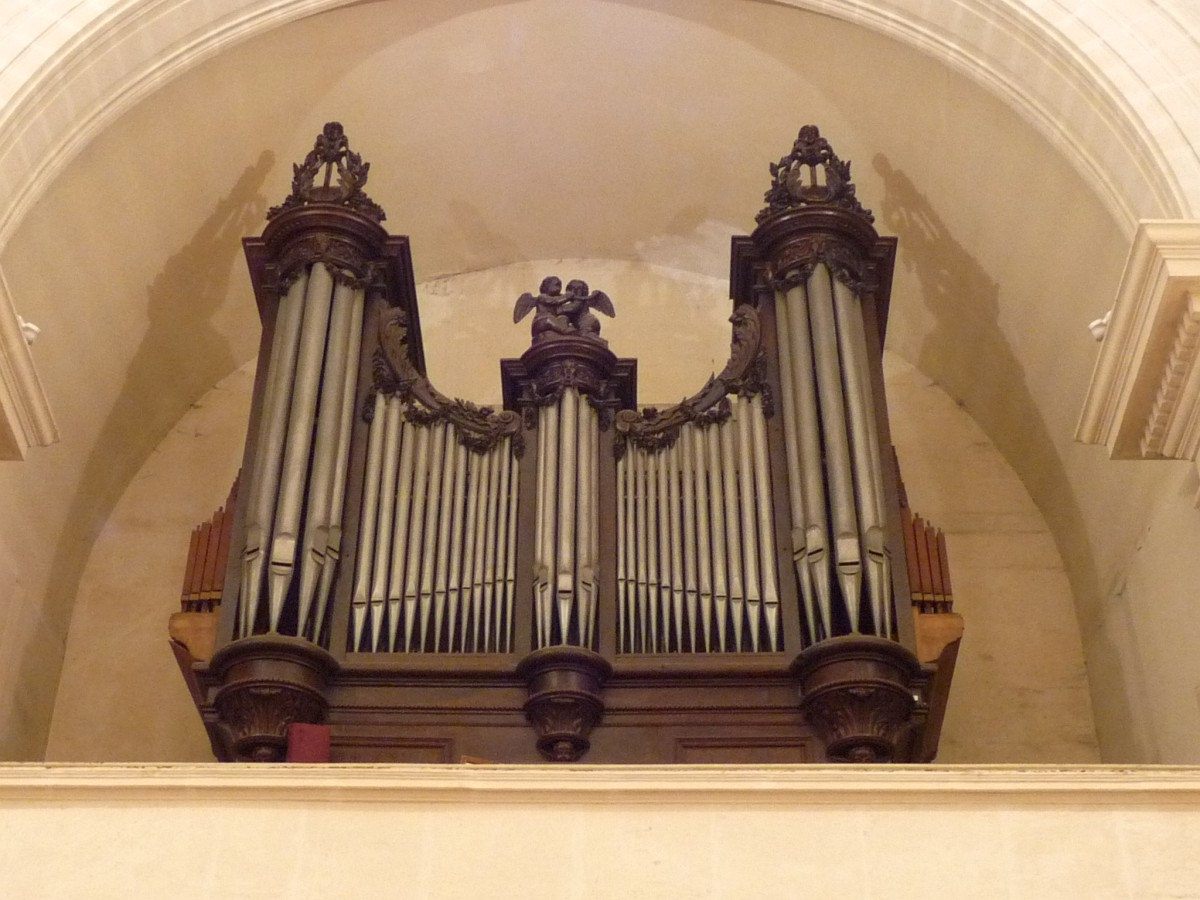
L'orgue.

Construit en 1787 par l'organier Schwaerdt pour le couvent des bénédictines de Saint-Ausone à Angoulême, l'orgue est attribué, à la Révolution, à l'église Saint-Jacques où il fut installé en 1803. Restauré en 1847 par Leymarie & Trouillet, il est agrandi par Aristide Cavaillé-Coll en 1892. Heureusement épargné par les bombardements de 1944, il fut réinstallé au même endroit (dans la tribune), jusqu'à aujourd'hui, où nous pouvons encore l'admirer. 
L'orgue a été restauré, puis inauguré en décembre 2024.

## Galerie d'images

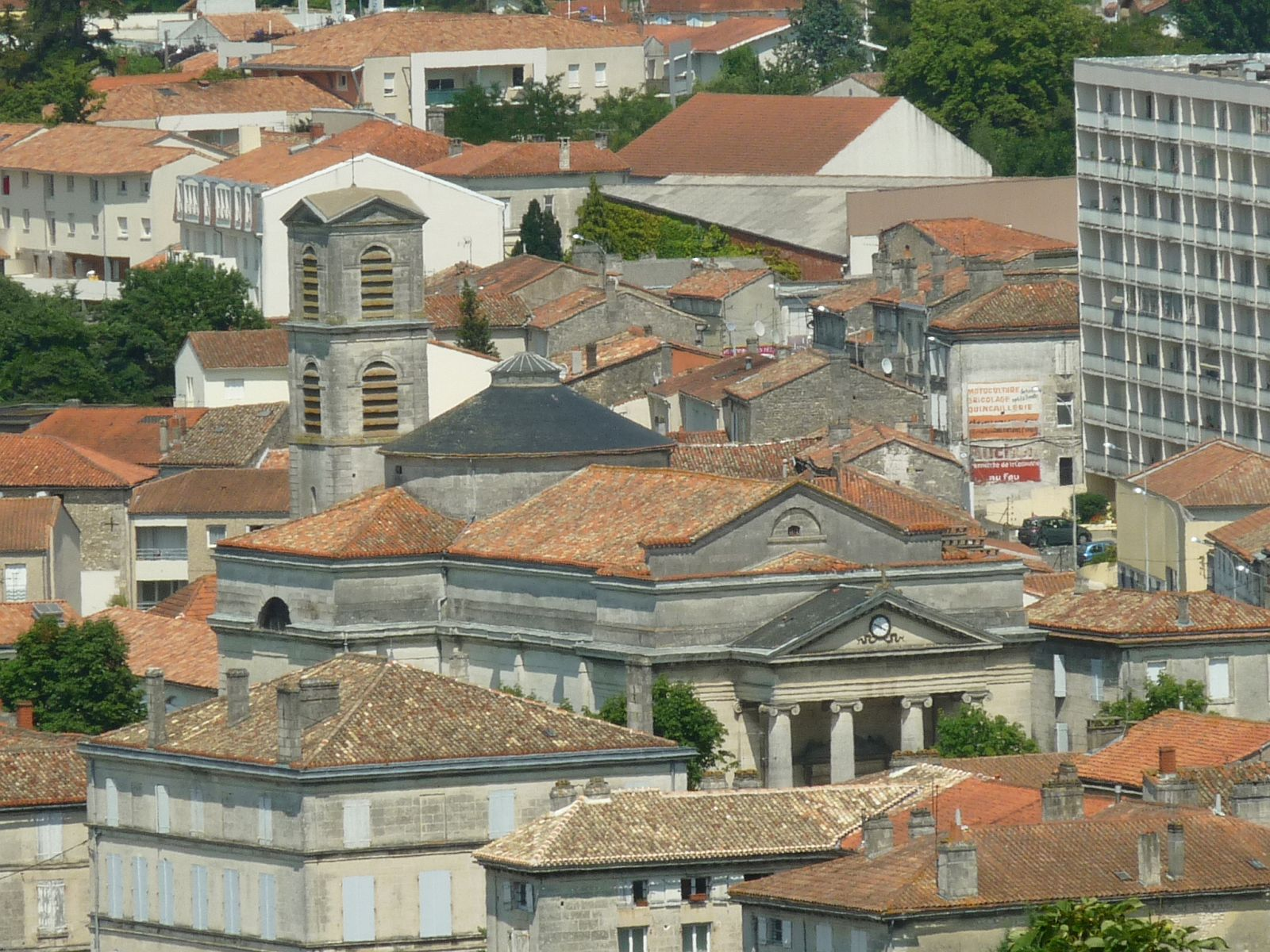
L'église vue des remparts d'Angoulême.
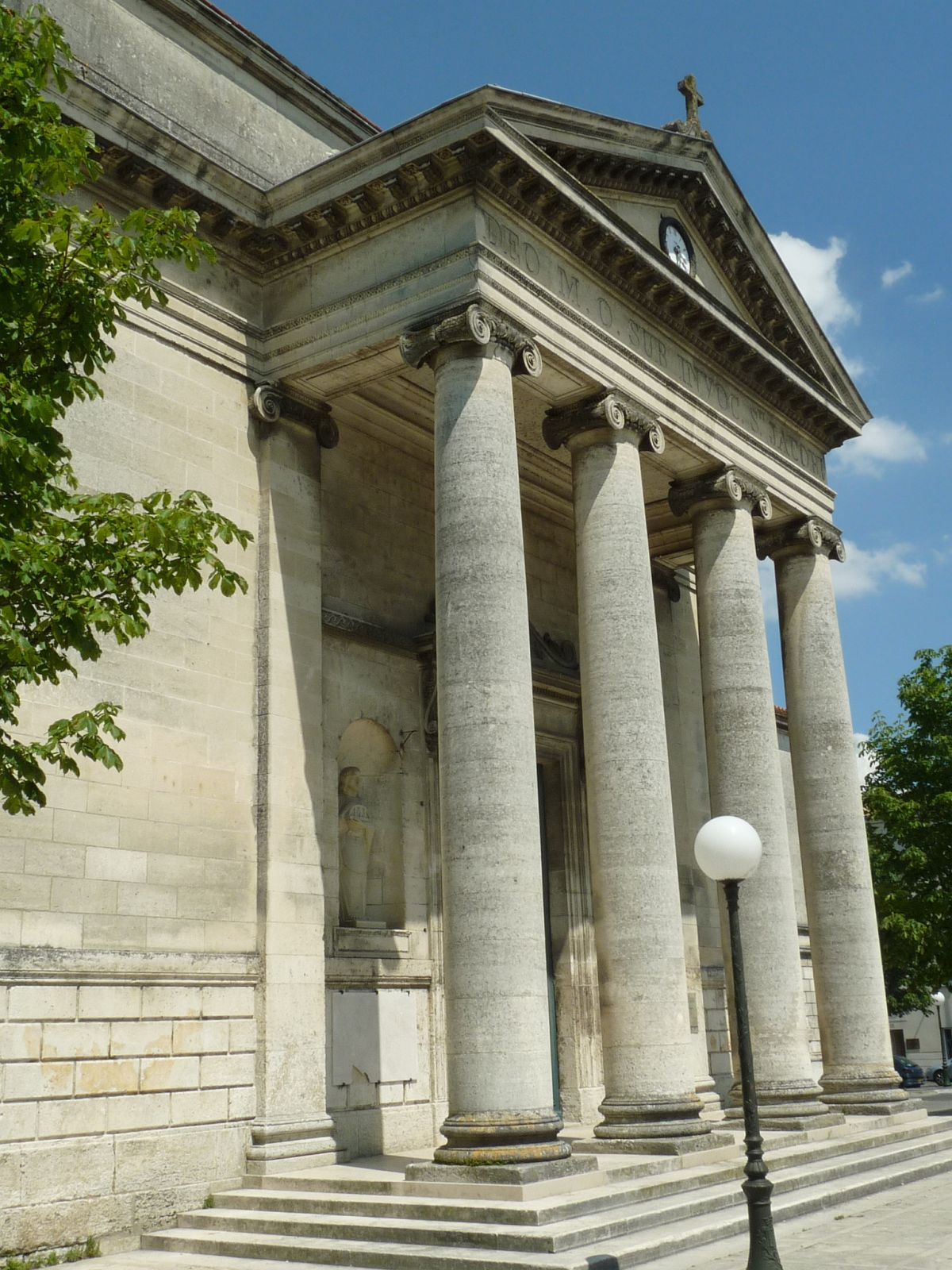
Le fronton et la colonnade.
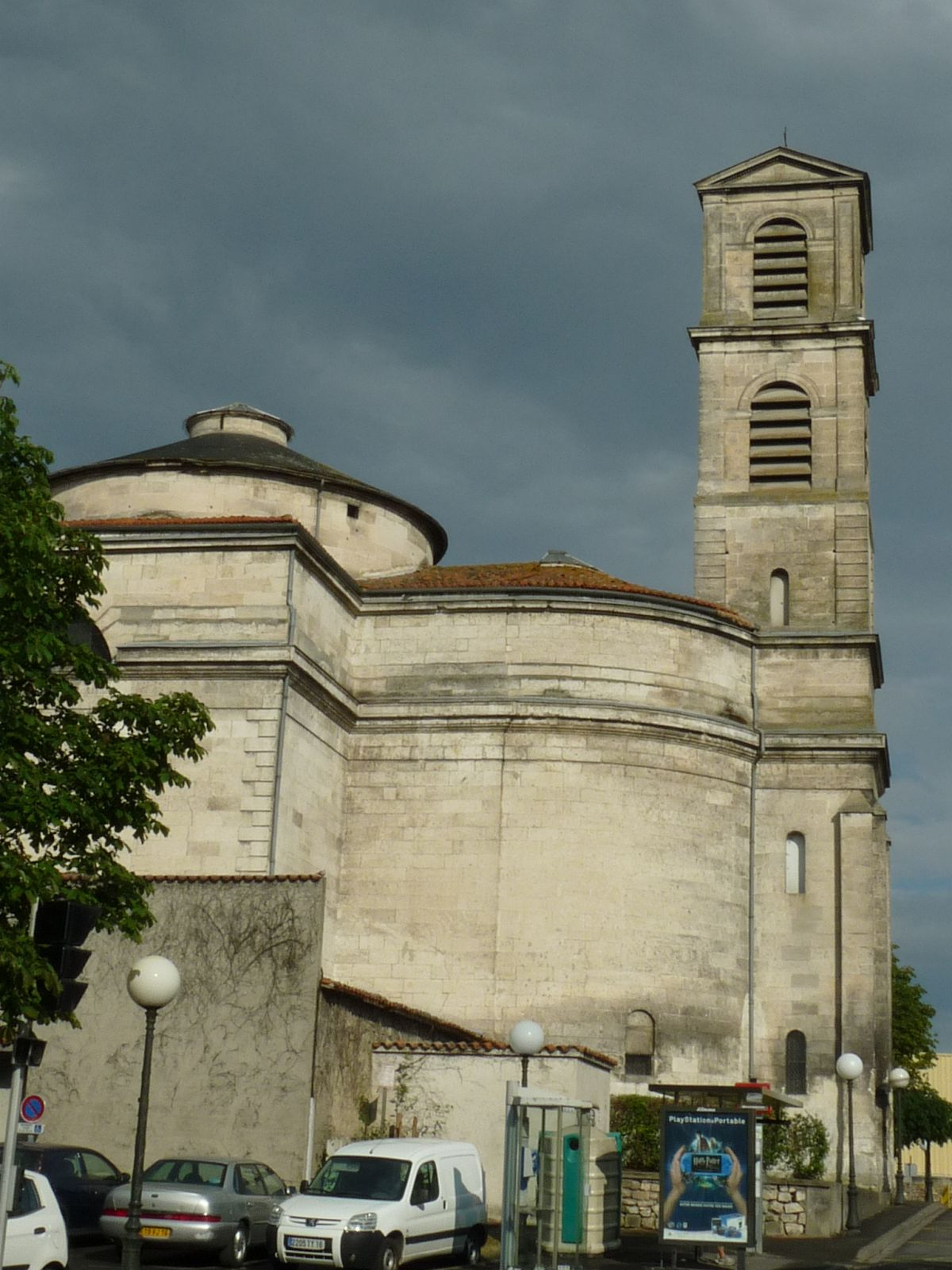
Le clocher et l'abside.
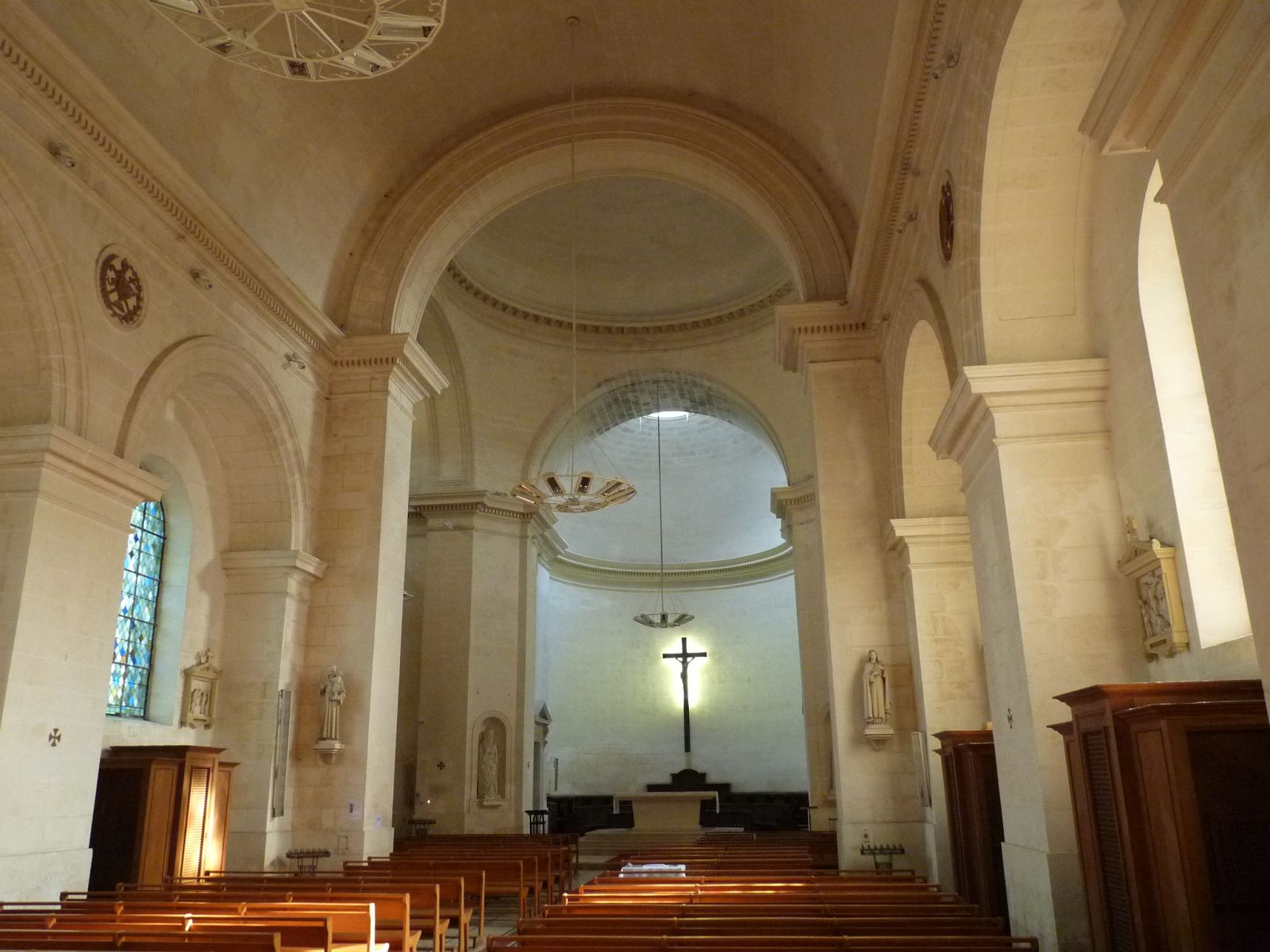
La nef.
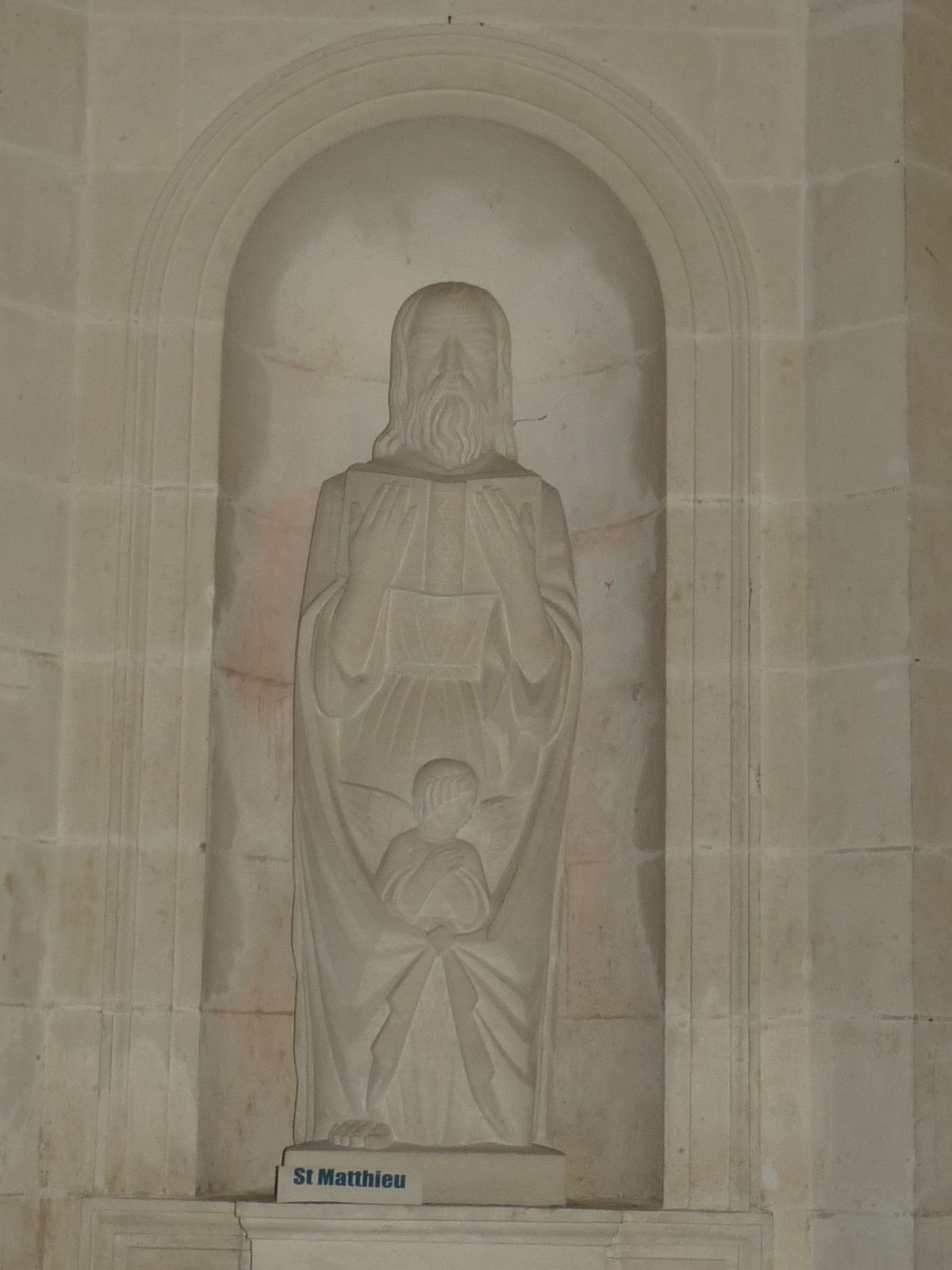
Statue de saint Matthieu.